# Wojciech Szczęsny
Wojciech Tomasz Szczęsny (pronunție poloneză [ˈvɔjt͡ɕɛx ˈʃʧ̑ɛ̃w̃snɨ]; n. 18 aprilie 1990, Varșovia, Polonia) este un fotbalist din Polonia, care joacă pe post de portar la Barcelona în La Liga. Pe plan internațional, are prezențe la națională pentru Polonia, Polonia U20⁠(d) și Polonia U21⁠(d).
Calmul, agilitatea și reflexele sale l-au ajutat să se impună în poarta lui Arsenal încă de la vârsta de 20 de ani. După ce și-a câștigat locul în prima echipă, Szczęsny și-a exprimat dorința de a continua să fie portarul titular al lui Arsenal pentru tot restul carierei sale.
Szczęsny a avut peste 20 de apariții pentru Polonia de la debutul său din 2009, și a făcut parte din echipa ce a participat la UEFA Euro 2012.

## Primii ani
Înainte de a se apuca de fotbal, Szczęsny a luat mai întâi lecții de dans iar mai apoi a excelat la aruncarea suliței. Tatăl său, Maciej, este un fost portar internațional, și fratele său mai tânăr, Jan, este de asemenea portar, în prezent jucând la Gwardia Varșovia în liga a 7-a poloneză, clubul unde și tatăl lor a jucat.

## Cariera de club

### Legia Varșovia
Szczęsny s-a antrenat la Agrykola Varșovia ca junior; antrenorul cu portarii al Legiei Varșovia, Krzysztof Dowhań, a fost foarte impresionat de tânărul portar, permițându-i acestuia să se antreneze cu prima echipă a Legiei la vârsta de 15 ani, alăturându-se echipei mai încolo.

### Arsenal
În 2006, Szczęsny s-a alăturat echipei de juniori a lui Arsenal, promovând în echipa de rezerve in sezonul 2008–09. În noiembrie 2008, și-a pierdut echilibrul când ridica o halteră grea și ambele antebrațe i-au fost fracturate, forțându-l să lipsească de pe teren 5 luni. Szczęsny a debutat pe banca primei echipe in meciul cu Stoke City, din Premier League de pe 24 mai 2009.
La începutul sezonului 2009–10, Szczęsny a fost promovat la echipa mare și a primit numărul 53. A fost convocat pentru meciul din Liga Campionilor împotriva echipei Standard Liège de pe 16 septembrie 2009, însă a fost doar rezervă. Pe 22 septembrie 2009, Szczęsny a debutat la echipa mare, în Cupa Ligii, neprimind gol de la West Bromwich Albion. În decembrie 2009, Arsène Wenger declara că el și restul echipei de antrenori a lui Arsenal au mari speranțe în privința lui Szczęsny, spunând, "Îl vedem pe Wojciech ca un viitor mare, mare portar." În ianuarie 2010, Wenger spunea: "Chiar cred că într-o zi el va fi numărul unu de la Arsenal. Are toate calitățile necesare unui portar."

#### Brentford (împrumut)
Pe 20 noiembrie 2009, Szczęsny s-a alăturat echipei de liga a 3-a Brentford ca împrumut pentru o lună. A apărat un penalti în al doilea său meci, o înfrângere cu 0–1 în fața lui Wycombe Wanderers. Szczęsny a jucat al 5-lea meci la Brentford pe 12 decembrie 2009, unde a avut mai multe intervenții bune în fața lui Leeds United și a fost desemnat omul meciului. Pe 22 decembrie, Arsenal a fost de acord să îi extindă împrumutul pentru încă o lună, până pe 17 ianuarie 2010, iar mai apoi până pe 31 ianuarie. În cele din urmă, a fost prelungit până la data de 31 mai. În aprilie, antrenorul lui Brentford, Andy Scott, a declarat: "Performanțele sale sugerează că ar putea fi titular în Championship și chiar și în Premier League. A ajuns la punctul în care atunci când el primește un gol ne întrebăm de ce nu a apărat."" Un an mai târziu, după ce Scott a fost demis din funcția de antrenor a lui Brentford, Szczęsny a criticat clubul pe Twitter datorită acestei decizii, postând "“Ce glumă! Andy Scott concediat?! El este un antrenor fantastic iar Brentford va plăti pentru asta. Echipa se zbătea în liga a 4-a când AS a venit la echipă! El este singurul motiv pentru care Brentford este în liga a 3-a.”

#### 2010–11
Pe 27 octombrie 2010 Szczęsny a jucat al doilea său meci pentru Arsenal în Cupa Ligii, păstrând poarta intactă în deplasarea de la Newcastle United, apărând numeroase ocazii de gol ale adversarilor. A semnat un nou contract pe termen lung pe data de 11 noiembrie 2010, mulțumindu-le antrenorului cu portarii de la Arsenal, Josh Phelan și tatălui său Maciej Szczęsny (de asemnea fost portar), pentru ajutorul oferit. Szczęsny a debutat în Premier League în înfrângerea cu 0–1 în deplasarea de la Manchester United de pe 13 decembrie 2010, ceilalți doi portari ai lui Arsenal, Łukasz Fabiański și Manuel Almunia fiind accidentați. Pe 8 ianuarie 2011 a fost titulat în meciul cu Leeds United, din runda a 3-a a cupei Angliei. În următorul weekend, Szczęsny a jucat primul meci fără a primi gol în Premier League, în victoria cu 3–0 din deplasarea de la West Ham United.

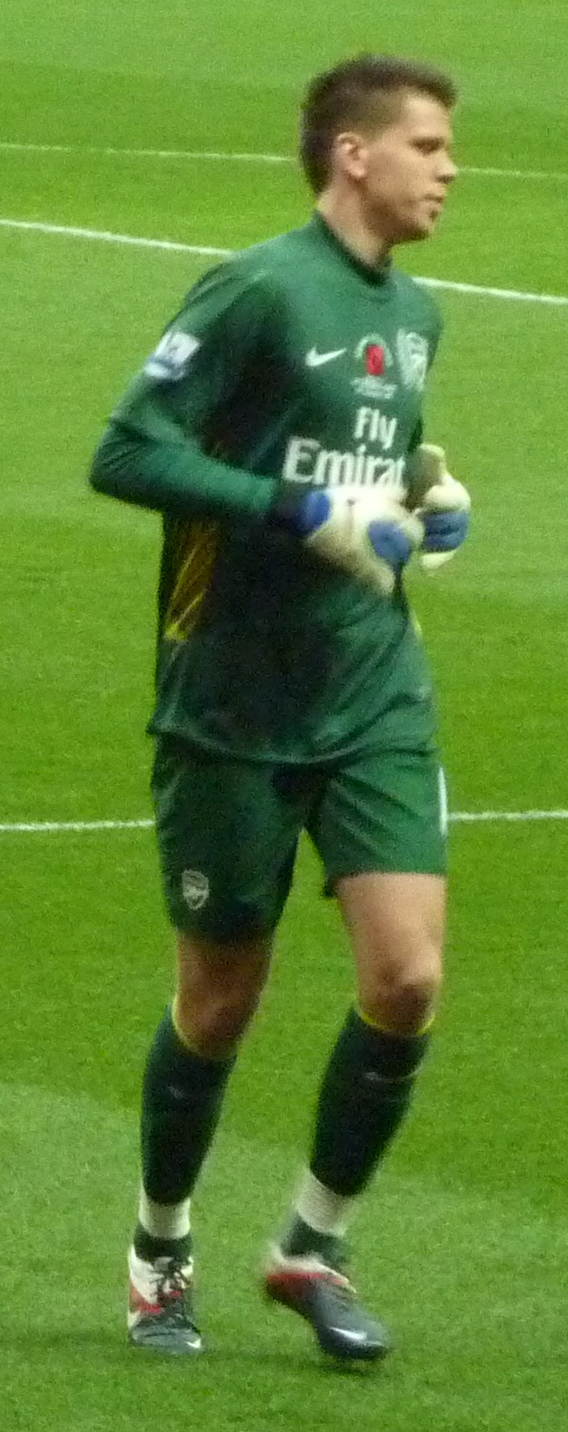
Szczęsny în acţiune în 2011

În urma formei bune a lui Szczęsny, care a jucat în mai multe meciuri consecutive din Premier League, Wenger a confirmat că Szczęsny va rămâne titular în poarta lui Arsenal, concluzionând "Nu a făcut nimic ca să mă dezamăgească ." Pe 16 februarie, Szczęsny a debutat și în Champions League împotriva Barcelonei, pe Stadionul Emirates. Meciul s-a terminat 2–1 pentru Arsenal, iar Szczęsny a avut numeroase intervenții. Pe 27 februarie, Szczęsny a gafat în ultimele minute ale finalei Cupei Ligii, pierdută cu scorul de 1-2 în fața echipei Birmingham City,.

#### 2011–12
Szczęsny a jucat câte o repriză în fiecare meci al lui Arsenal din cantonamentele din Malaezia și China. Szczęsny a primit numărul 13 pe tricou, avut înainte de Alexander Hleb și de Jens Lehmann. Pe durata sezonului 2011–12, el a fost portarul titular al lui Arsenal, jucând în toate meciurile din Premier League. Pe 24 august, Szczęsny a apărat un penalty în minutul 59, împotriva lui Antonio Di Natale (Udinese) în a doua manșă a play-off-ului Champions League. Pe 28 august el a jucat în înfrângerea cu 2–8 în deplasarea de la Manchester United, care a fost atât cea mai severă înfrângere a lui Arsenal în Premier League din istorie, cât și prima oară când echipa încasează 8 goluri în istoria sa de 115 ani. Pe 26 februarie 2012, Szczęsny a câștigat pentru prima oară derbyul din nordul Londrei, atunci când, deși Arsenal a fost condusă pe teren propriu cu 0–2 de Tottenham Hotspur, a reușit în cele din urmă să câștige cu 5-2. Pe 3 martie 2012, Szczęsny a avut mai multe intervenții bune și a apărat un penalty, ajutând-o pe Arsenal să se impună în fața lui Liverpool, chiar pe Anfield.

#### 2012–13
După vânzarea lui Manuel Almunia, Szczęsny a primit tricoul cu numărul 1. După câteva luni de absență datorită unei accidentări, Szczęsny a revenit pe teren în victoria cu 5–2 împotriva lui Tottenham Hotspur.
Pe 13 martie 2013, Szczęsny nu a fost inclus în lotul pentru meciul câștigat de Arsenal împotriva lui Bayern München din Champions League. În următorul meci al lui Arsenal din Premier League, împotriva lui Swansea City, Szczęsny a revenit în echipa lui Arsenal, însă a fost doar rezervă, Łukasz Fabiański fiind în poartă.
Pe 20 aprilie 2013 Szczęsny a fost titular în Premier League, în meciul cu Everton, datorită unei accidentări la coastă a lui Fabiański. În primele două meciuri de la revenirea în poarta lui Arsenal, a păstrat poarta lui Arsenal intactă împotriva lui Everton și Fulham.

#### 2013–14

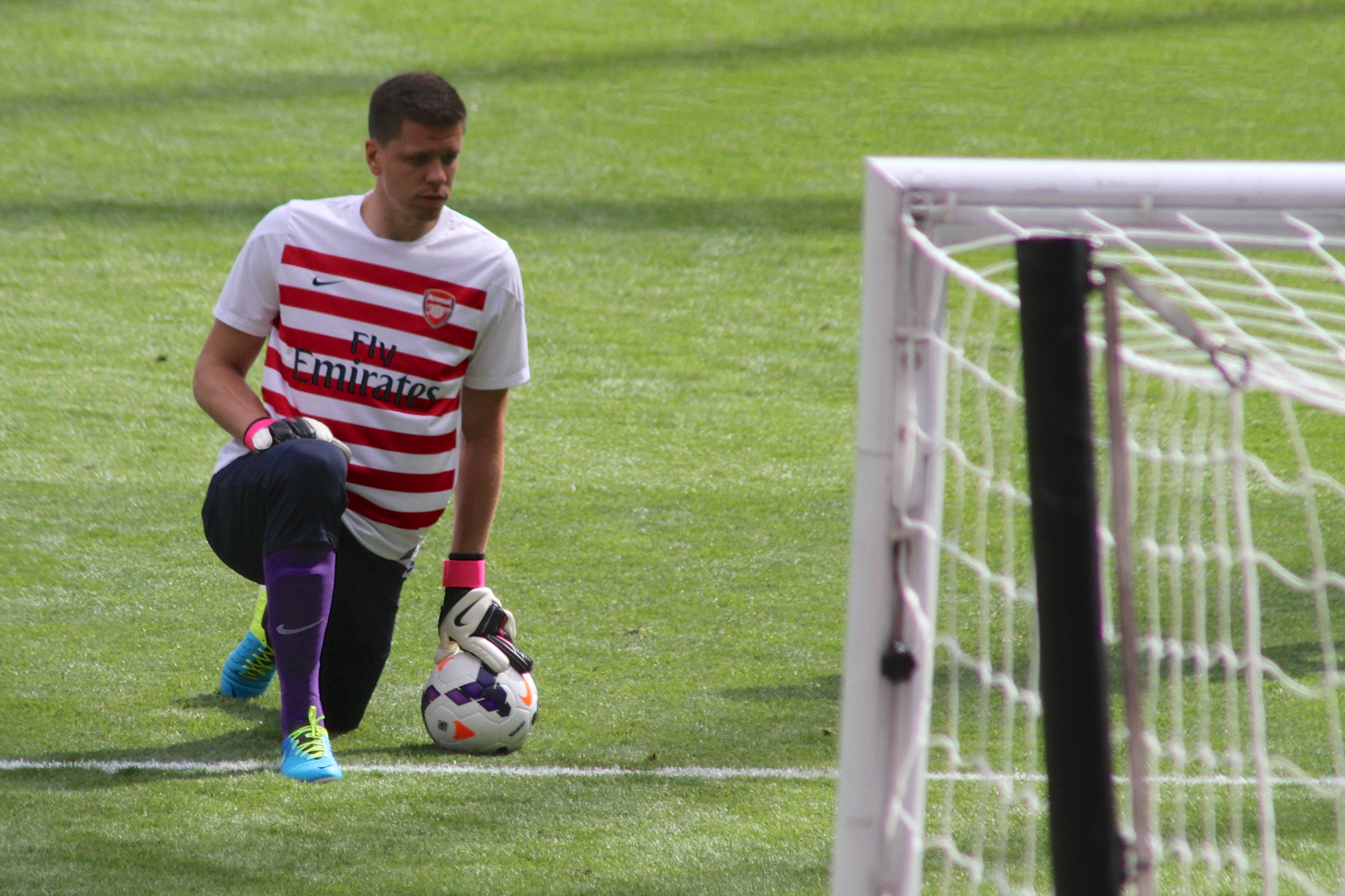
Szczęsny încălzindu-se.

Szczęsny a avut câteva scăpări în Premier League la începutul sezonului 2013–14, Arsenal pierzând cu 1–3 în fața lui Aston Villa. Pe timpul meciului, el a primit un gol din penalty, înscris de Gabriel Agbonlahor. În ciuda formei slabe, Szczęsny a avut reflexe bune în următoarele patru meciuri, 3 dintre ele încheindu-le fără gol primit. De asemenea a avut două intervenții cruciale, ajutând-o pe Arsenal să își păstreze avantajul de 1–0 din deplasarea de la Crystal Palace din octombrie; la fel de bune intervenții a avut și în victoriile vitale cu Liverpool și Borussia Dortmund în Champions League. În noiembrie 2013, în meciul cu Manchester United, Szczęsny a primit lungi îngrijiri medicale în urma unei ciocniri cu Phil Jones, dar a terminat meciul după ce antrenorul Arsène Wenger i-a permis să continue. Wenger a spus că l-ar fi schimbat pe Szczęsny dacă așa i-ar fi recomandat doctorul echipei, dar a adăugat "Nu, nimeni nu mi-a spus ceva despre el," când a întrebat echipa medicală. Antrenorul lui Tottenham Hotspur, André Villas-Boas a fost dur criticat în urmă cu o săptămână pentru că l-a lăsat pe Hugo Lloris să continue meciul cu Everton accidentat.
Pe 16 noiembrie 2013, Arsenal a anunțat că Szczęsny și-a prelungit contractul cu echipa. Forma sa excelentă a continuat și în noiembrie, o lună în care a primit doar un gol și a avut 5 meciuri din 6 în care nu a primit nici un gol. De asemenea a ajuns la al 50-lea meci al său la Arsenal în care nu primește gol, pe 26 noiembrie, într-un meci din Champions League, împotriva lui Olympique de Marseille, câștigat de Arsenal cu 2-0. Szczęsny a provocat un penalty și a primit un cartonaș roșu în meciul din Champions League împotriva lui Bayern München din februarie 2014, pentru un fault la Arjen Robben. Când a părăsit terenul, a făcut un gest ofensator cu mâna. David Alaba a ratat penalty-ul, dar Arsenal a pierdut meciul cu 0–1. Szczęsny a devenit astfel al 100-lea jucător care primește cartonaș roșu din mandatul lui Arsène Wenger la Arsenal.
La sfârșitul sezonului, Szczęsny a fost fericitul câștigător al premiului Mânușa de aur din Premier League, alături de Petr Cech de la Chelsea, ambii având 16 meciuri fără gol primit. De asemenea, acesta a fost primul sezon în care el a câștigat un trofeu la Arsenal, Cupa Angliei, deși în finală a fost doar rezervă.

#### 2014-15
Szczęsny a provocat un penalty și a luat un cartonaș roșu în meciul de pe teren propriu cu Galatasaray, din Champions League, de pe 1 octombrie 2014, datorită unui fault la Burak Yılmaz; Arsenal oricum a câștigat cu 4-1.

### Juventus

#### 2017-18
La 19 iulie 2017, Szczęsny a fost semnat de Juventus pentru o taxă inițială de 12,2 milioane de euro (plus 3,1 milioane de euro suplimentare în bonusuri) pe un contract de patru ani. Deși s-a raportat că Szczęsny va fi inițial portarul de rezervă al lui Gianluigi Buffon, intenția celui din urmă portar de a se retrage la sfârșitul sezonului 2017-2018 l-a văzut pe Szczęsny un potențial înlocuitor pe termen lung al lui Buffon în mass-media. La 9 septembrie 2017, Szczęsny și-a făcut prima apariție cu Juventus, în care nu a primit gol, când a început în al treilea meci al sezonului, o victorie cu 3-0 pe teren propriu împotriva lui Chievo în Serie A.

#### 2018-19
După plecarea lui Buffon de la echipă după încheierea sezonului 2017–18, Szczęsny a moștenit tricoul cu numărul 1 și locul de portar titular la Juventus înaintea sezonului 2018–19, în ciuda concurenței noului venit Mattia Perin. Pe 18 septembrie, Szczęsny a salvat penalty-ul lui Dani Parejo în meciul câștigat cu 2-0 împotriva lui Valencia. S-a repetat pe 11 noiembrie, când Szczęsny a salvat lovitura de pedeapsă fostului său coechipier Gonzalo Higuaín, permițând lui Juventus să câștige cu 2-0 împotriva lui AC Milan. Pe 20 aprilie, a început în victoria cu 2-1 a lui Juventus pe teren propriu împotriva rivalilor de la Fiorentina, care a văzut echipa sa câștigând titlul de Serie A. Performanțele sale de-a lungul sezonului i-au adus o nominalizare la Trofeul Yashin în 2019.

#### 2019-20
La revenirea lui Buffon la Juventus în vara lui 2019, Szczęsny i-a oferit tricoul cu numărul 1, dar Buffon nu a acceptat, spunând „Nu m-am întors să iau ceva de la cineva sau să-l iau înapoi. [...] Eu doar vreau să ofer munca mea echipei. Este corect ca portarul titular, Szczęsny, să poarte tricoul cu numărul 1”. În schimb, Buffon a ales să poarte numărul 77, același număr pe care îl purtase în ultimul său sezon la Parma, înainte de a se alătura lui Juventus în 2001. Pe 7 decembrie, Szczęsny a salvat penalty-ul lui Ciro Immobile într-o înfrângere cu 3-1 în fața lui Lazio. Pe 26 iulie 2020, a păstrat foaia liberă într-o victorie cu 2-0 pe teren propriu împotriva lui Sampdoria, ceea ce a permis lui Juventus să cucerească din nou titlul de Serie A. Pentru performanțele sale, a fost numit Cel mai bun portar al sezonului de către Lega Serie A.

#### 2020-21
Pe 20 septembrie, Szczęsny și-a făcut cea de-a 100-a apariție în toate competițiile pentru Juventus în meciul de deschidere al sezonului, o victorie cu 3-0 pe teren propriu împotriva lui Sampdoria în Serie A. Pe 2 mai 2021, Szczęsny a salvat penalty-ul lui Andrey Galabinov într-o victorie cu 3-0 împotriva lui Spezia. Szczęsny s-a repetat pe 9 mai când a salvat penalty-ul lui Franck Kessie într-o înfrângere cu 3-0 împotriva lui AC Milan.

#### 2021-22
Pe 18 octombrie 2021, Szczęsny a salvat penalty-ul lui Jordan Veretout, permițând lui Juventus să câștige cu 1–0 împotriva fostei sale echipe Roma. Împotriva aceleiași echipe, Szczęsny a salvat penalty-ul lui Lorenzo Pellegrini, permițând lui Juventus să câștige cu 4–3.

#### 2022-23
La 28 februarie 2023, Szczęsny și-a făcut cea de-a 200-a apariție cu Juventus într-o victorie cu 4-2 împotriva lui Torino în Derby della Mole.

#### 2023-24
În sezonul 2023-24, Szczęsny a jucat 35 de meciuri în campionat, iar Juventus a terminat pe locul al treilea.
La 14 august 2024, Szczęsny și Juventus au convenit să-și rezilieze contractul reciproc și a părăsit echipa liber de contract. Pe 27 august, și-a anunțat decizia de a se retrage din fotbalul profesionist.

### FC Barcelona
La 2 octombrie 2024, Szczęsny s-a întors în fotbal la puțin peste o lună după ce și-a anunțat retragerea, semnând un contract cu FC Barcelona până la sfârșitul sezonului 2024-2025. A fost ales să-l înlocuiască pe portarul de primă alegere Marc-André ter Stegen, al cărui sezon a fost întrerupt din cauza unei accidentări pe termen lung.

## Cariera internațională

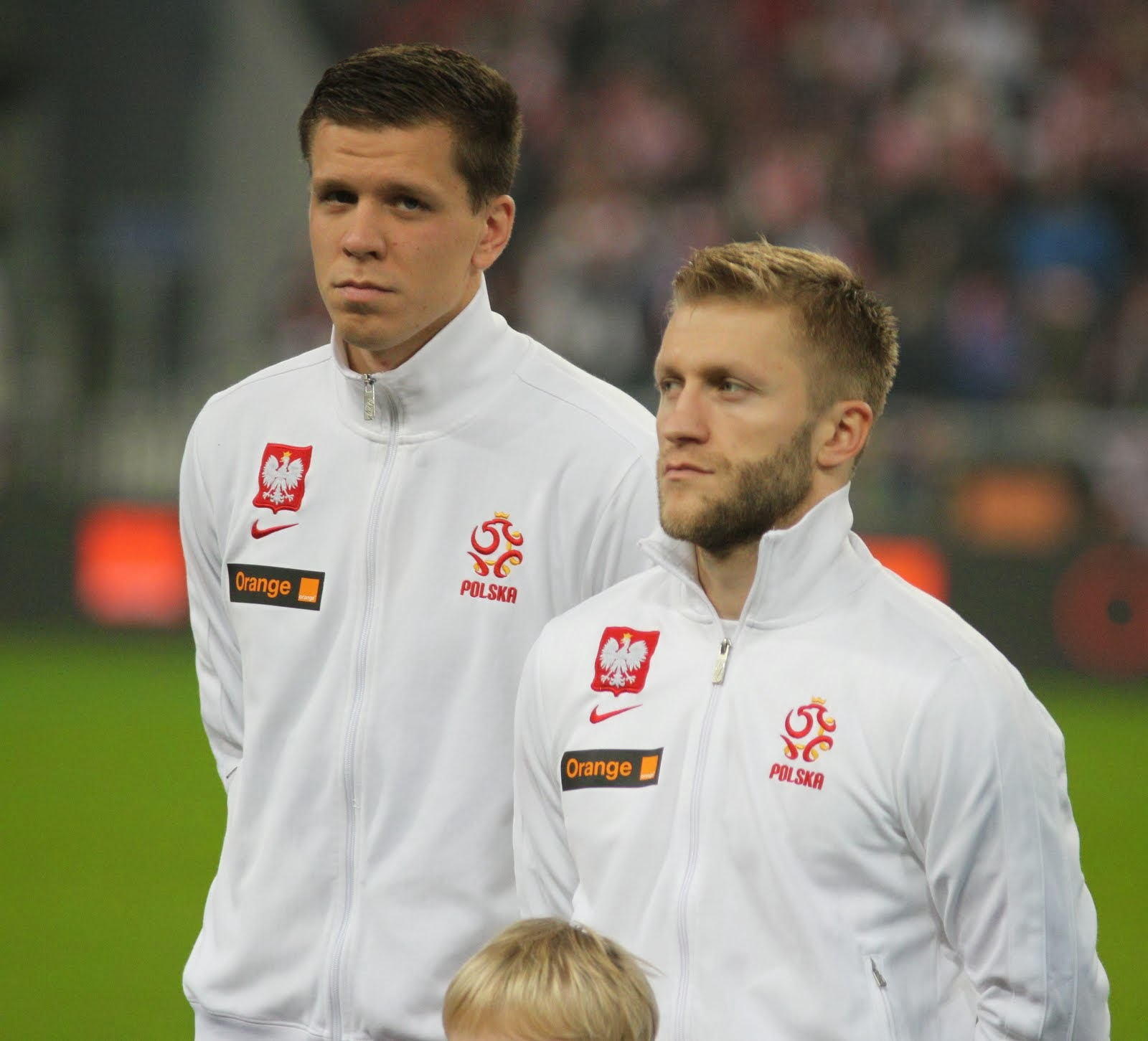
Szczęsny (stânga) cu Jakub Błaszczykowski

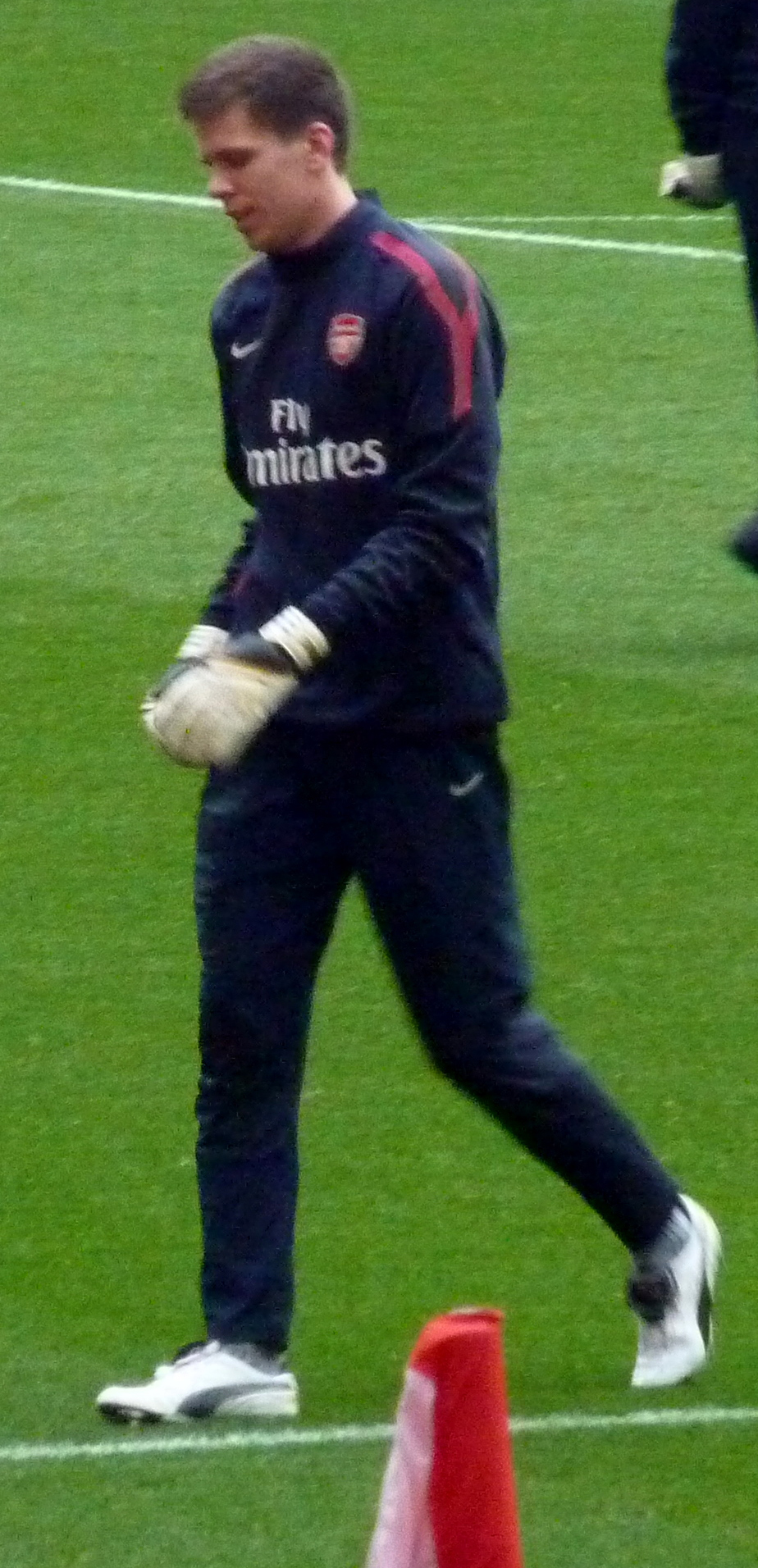
Szczęsny încalzindu-se 2011

Szczęsny a jucat pentru echipa U-21 a Poloniei și a fost titular în 3 meciuri din campania de calificare la Campionatul European din 2011. Nu a fost chemat la naționala mare a Poloniei de antrenorul Leo Beenhakker pentru meciurile din campania de calificare la Campionatul Mondial, împotriva Irlanda de Nord și Slovenia din septembrie 2009. În schimb, a fost titular la națională U-21, în meciurile cu Spania si Finlanda. Are în total 6 meciuri jucate pentru echipa U-21.
În octombrie 2009, noul antrenor Franciszek Smuda i-a trimis lui Szczęsny prima convocare la echipa mare, pentru meciurile amicale cu România și Canada. Szczęsny a debutat în meciul cu Canada, pe 18 noiembrie, intrând pe teren în minutul 46, ca înlocuitor al lui Tomasz Kuszczak. Al doilea său meci la națională și totodată primul ca titular a fost în februarie 2011, un amical cu Norvegia.
Szczęsny a avut o evoluție impresionantă în meciul cu Germania, pe 6 septembrie 2011. Rezultatul final al meciului a fost 2–2, însă Szczęsny a avut 8 intervenții foarte bune care au salvat Polonia de o înfrângere. Evoluția sa în acel meci i-a adus laude din partea fostului portar german Oliver Kahn. A luat un cartonaș roșu în primul meci de la Euro 2012, egalul 1-1 cu Grecia. În a doua repriză a meciului Szczęsny l-a faultat pe Dimitris Salpingidis pentru ca acesta să nu marcheze golul victoriei pentru greci. Acel fault a cauzat absența lui Szczęsny de la următorul meci și totodată un penalty pentru Grecia, care însă a fost apărat de Przemysław Tytoń. Astfel, Tytoń a devenit primul portar din istoria Campionatului European care a apărat un penalty după ce a fost introdus la schimb. Szczęsny nu a mai jucat nici un meci la Euro 2012, Polonia părăsind competiția încă din faza grupelor, cu 2 puncte în 3 meciuri. Pe 12 octombrie 2014 Szczesny a avut un rol important în victoria istorică a Poloniei în fața Germaniei.

## Statisticile carierei

### Club
La 20 mai 2024.
| Club                 | Sezon            | Campionat        | Campionat | Campionat | Cupă    | Cupă   | Cupa Ligii | Cupa Ligii | Europa  | Europa | Altele  | Altele | Total   | Total  |
| Club                 | Sezon            | Divizie          | Meciuri   | Goluri    | Meciuri | Goluri | Meciuri    | Goluri     | Meciuri | Goluri | Meciuri | Goluri | Meciuri | Goluri |
| -------------------- | ---------------- | ---------------- | --------- | --------- | ------- | ------ | ---------- | ---------- | ------- | ------ | ------- | ------ | ------- | ------ |
| Arsenal              | 2009–10          | Premier League   | 0         | 0         | 0       | 0      | 1          | 0          | 0       | 0      | —       | —      | 1       | 0      |
| Arsenal              | 2010–11          | Premier League   | 15        | 0         | 2       | 0      | 5          | 0          | 2       | 0      | —       | —      | 24      | 0      |
| Arsenal              | 2011–12          | Premier League   | 38        | 0         | 1       | 0      | 0          | 0          | 9       | 0      | —       | —      | 48      | 0      |
| Arsenal              | 2012–13          | Premier League   | 25        | 0         | 4       | 0      | 1          | 0          | 3       | 0      | —       | —      | 33      | 0      |
| Arsenal              | 2013–14          | Premier League   | 37        | 0         | 0       | 0      | 0          | 0          | 9       | 0      | —       | —      | 46      | 0      |
| Arsenal              | 2014–15          | Premier League   | 17        | 0         | 5       | 0      | 0          | 0          | 6       | 0      | 1       | 0      | 29      | 0      |
| Arsenal              | Total            | Total            | 132       | 0         | 12      | 0      | 7          | 0          | 29      | 0      | 1       | 0      | 181     | 0      |
| Brentford (împrumut) | 2009–10          | League One       | 28        | 0         | 0       | 0      | —          | —          | —       | —      | 0       | 0      | 28      | 0      |
| Roma (împrumut)      | 2015–16          | Serie A          | 34        | 0         | 0       | 0      | —          | —          | 8       | 0      | —       | —      | 42      | 0      |
| Roma (împrumut)      | 2016–17          | Serie A          | 38        | 0         | 0       | 0      | —          | —          | 1       | 0      | —       | —      | 39      | 0      |
| Roma (împrumut)      | Total            | Total            | 72        | 0         | 0       | 0      | —          | —          | 9       | 0      | —       | —      | 81      | 0      |
| Juventus             | 2017–18          | Serie A          | 17        | 0         | 2       | 0      | —          | —          | 2       | 0      | 0       | 0      | 21      | 0      |
| Juventus             | 2018–19          | Serie A          | 28        | 0         | 2       | 0      | —          | —          | 10      | 0      | 1       | 0      | 41      | 0      |
| Juventus             | 2019–20          | Serie A          | 29        | 0         | 0       | 0      | —          | —          | 7       | 0      | 1       | 0      | 37      | 0      |
| Juventus             | 2020–21          | Serie A          | 30        | 0         | 0       | 0      | —          | —          | 7       | 0      | 1       | 0      | 38      | 0      |
| Juventus             | 2021–22          | Serie A          | 33        | 0         | 0       | 0      | —          | —          | 7       | 0      | 0       | 0      | 40      | 0      |
| Juventus             | 2022–23          | Serie A          | 28        | 0         | 0       | 0      | —          | —          | 12      | 0      | —       | —      | 40      | 0      |
| Juventus             | 2023–24          | Serie A          | 35        | 0         | 0       | 0      | —          | —          | —       | —      | —       | —      | 35      | 0      |
| Juventus             | Total            | Total            | 200       | 0         | 4       | 0      | —          | —          | 45      | 0      | 3       | 0      | 252     | 0      |
| Barcelona            | 2024–25          | La Liga          | 0         | 0         | 0       | 0      | —          | —          | 0       | 0      | 0       | 0      | 0       | 0      |
| Total în carieră     | Total în carieră | Total în carieră | 432       | 0         | 16      | 0      | 7          | 0          | 83      | 0      | 4       | 0      | 542     | 0      |

1. ↑  Include FA Cup, Coppa Italia
2. ↑  Include Football League Cup
3. 1 2 3 4 5 6 7 8 9 10 11 12  Apariții în UEFA Champions League
4. ↑  Apariție în FA Community Shield
5. 1 2 3  Apariție în Supercoppa Italiana
6. ↑  Patru apariții în UEFA Champions League, opt apariții în UEFA Europa League

### Internațional
| Echipa națională | An    | Selecții | Goluri |
| ---------------- | ----- | -------- | ------ |
| Polonia          | 2009  | 1        | 0      |
| Polonia          | 2010  | 0        | 0      |
| Polonia          | 2011  | 6        | 0      |
| Polonia          | 2012  | 5        | 0      |
| Polonia          | 2013  | 4        | 0      |
| Polonia          | 2014  | 6        | 0      |
| Polonia          | 2015  | 2        | 0      |
| Polonia          | 2016  | 4        | 0      |
| Polonia          | 2017  | 4        | 0      |
| Polonia          | 2018  | 8        | 0      |
| Polonia          | 2019  | 6        | 0      |
| Polonia          | 2020  | 3        | 0      |
| Polonia          | 2021  | 13       | 0      |
| Polonia          | 2022  | 8        | 0      |
| Polonia          | 2023  | 9        | 0      |
| Polonia          | 2024  | 5        | 0      |
| Total            | Total | 84       | 0      |